# Bóstwa telluryczne
Bóstwa telluryczne (z łacińskiego Tellus, Ziemia) – bóstwa przyrody nieożywionej, władające sferą ziemską (w odróżnieniu od bóstw niebieskich, uranicznych). W wierzeniach są równie potężne i powszechne, co bóstwa uraniczne.
Wyróżnia się trzy typy bóstw tellurycznych: bóstwa Ziemi jako całości, bóstwa poszczególnych form ukształtowania powierzchni Ziemi oraz bóstwa chtoniczne. Do bóstw poszczególnych form ukształtowania powierzchni Ziemi zalicza się: bóstwa akwaryczne (bóstwa wód: rzek, mórz itp.), które stanowią najliczniejszą grupę w tej kategorii, ponadto bóstwa gór i dolin oraz bóstwa roślinności (związane przede wszystkim z kultem drzew, a także lasami, polami, nieużytkami).
Bóstwa telluryczne były już czczone przez ludy prehistoryczne i wczesnohistoryczne (obok bóstw uranicznych). W najstarszych mitach Ziemia występuje obok nieba jako siła twórcza – stanowi podłoże, z którego wyłania się życie (kosmogoniczny związek pierwotnej, boskiej pary niebo-ziemia, powszechny w wierzeniach różnych ludów). Ziemia staje się obiektem kultu jako matka wszechrzeczy, żywicielka, stąd jako pierwiastek rodzący wszelkie życie nabiera cech macierzyńskich i ściśle wiąże się z kultem bogini Matki-Ziemi (męskie bóstwa Ziemi stanowią rzadki wyjątek). Ponadto jako „podłoże macierzyste”, ocalające, zachowujące, stanowi stały punkt odniesienia dla człowieka.
W toku rozwoju wierzeń (i rolnictwa) archaiczne bóstwa telluryczne ustępują bóstwom agrarnym – pojawia się postać wielkiej bogini, matki, rodzącej i cierpiącej, opiekunki roślinności, pani urodzaju. W wierzeniach wyraźnie rysuje się nierozerwalny związek narodzin i śmierci. Klarownym przykładem tego zjawiska może być ustąpienie kultu Gai na rzecz kultu Demeter.
Woda w wierzeniach to symbol całokształtu możliwości, macierzy, podstawa każdego zjawiska kosmicznego, symbol pierwotnej substancji, z której biorą początek wszelkie formy i do której powracają. Jako taka często pojawia się w mitach kosmogenicznych obok Ziemi i nieba; ściśle łączy się także z kultami lunarnymi.

## Przykłady bóstw
Ważniejsze spośród bóstw Ziemi jako całości:
- słowiańska Mokosz
- babiloński Bel
- egipski Geb
- grecka Gaja
- indyjska Prythiwi

Bóstwa akwaryczne:
- celtycki Lear
- grecki Okeanos i Posejdon, Alchebos – jeden z ważniejszych bogów rzecznych
- indyjska Ganga i Jamuna – bóstwa rzek: Gangesu i Jamuny
- inuicka Sedna – gniewna bogini morza
- polinezyjska Tara
- rzymski Neptun
- sumeryjski Enki
- słowiański Perepłut

Przykładem bóstwa gór i dolin jest Himawant – indyjska personifikacja Himalajów. 